# Asterophrys leucopus
Asterophrys leucopus е вид жаба от семейство Microhylidae.

## Разпространение
Видът е разпространен в Папуа Нова Гвинея.